# مينامي تاكاياما
مينامي تاكاياما (高山みなみ تاكاياما مينامي) هي مؤدية أصوات يابانية ولدت في 5 مايو 1964 في أداتشي، طوكيو.

## أدوارها في الأنمي

### مسلسلات أنمي تلفزيونية
- المحقق كونان - كونان إيدوجاوا, مينامي تاكامي
- ماجيك كايتو 1412 - كونان إيدوغاوا
- يايبا - يايبا كوروغاني
- دي جرايمان - أنيتا
- زعيم المحاربين - هاو أساكورا
- زعيم المحاربين (2021) - هاو أساكورا
- خيميائي الفولاذ: فل ميتال ألكيميست - إنفي
- رانما ½ - نابيكي تيندو
- وادي الأمان - أمان
- كيو كارا ماو! - أنيسينا
- البدلة المتنقلة جاندام 00 - كاتي مانيكين، هارو الأحمر
- بوكيمون - ريتشي
- رؤيا إسكافلوني - ديلانداو، سيلينا
- يو يو هاكوشو - موكورو
- ذا سول تيكر - ميو داتي
- كليمور - آيرين
- تينبو إيبون أياكاشي أياشي - كاوانابي كيوساي
- كينيتشي التلميذ الأقوى - كيسارا نانجو
- بلاك كات - ترين هارتنت (أيام الطفولة)
- كوكب ملك الوحوش - ثور كلاين (أيام الطفولة), راي كلاين، إيفا
- نزيل الظلام - هيجيري ميناسي
- كيشين تايسن جيجانتيك فورميولا - رافينا خان
- جنود السايبورغ - أرتيميس
- أرشيف دانتاليان - بولا ديكينسون
- ماجيك نايت رايرث - أسكوت
- إندماج الديجيمون - مايكي كودو
- إخوة الفضاء - الراوية
- نينتاما رانتارو - إيناديرا رانتارو
- سنكي زيشو سيمفوجير - كانادي آمو
- سنكي زيشّو سيمفوجير G - كانادي آمو
- ون بنش مان - الإمبراطور
- البلدة في غيابي - ساتشيكو فوجينوما
- دورايمون (2005) - والدة سونيو هونيكاوا
- دانغانرونبا 3: نهاية أكاديمية قمة الأمل - هاجيمي هيناتا
- أنا من اليابان - جابان هينوموتو
- شريطة هيمي تشان - شينتارو كوباياشي
- بيرسيرك - غريفيث (أيام الصبا)

### أوفا أنمي
- تسوباسا طوكيو ريفيليشن - كازوكي، ناتاكو
- ساكورا تايسن: إكول دو باريس - سالو
- كوبرا ذي أنيميشن: تايم درايف - إيميرالدا
- تيلز أوف سيمفونيا ذي أنيميشن: تيثيالا - ميثوس
- تيلز أوف سيمفونيا ذي أنيميشن: اتحاد العوالم - ميثوس
- هجوم العمالقة: زوار مفاجئون - والدة جان كيرشتاين
- ماكروس زيرو - نورا بوليانسكي

### أفلام أنمي
- رانما ½: معركة مخالفة القوانين - نابيكي تيندو
- رانما ½: مهمة استعادة العروس - نابيكي تيندو
- رانما ½: فريق رانما ضد الفنيق الأسطوري - نابيكي تيندو
- سلسلة أفلام المحقق كونان
  - المحقق كونان: العد التنازلي لناطحة السحاب - كونان إيدوجاوا
  - المحقق كونان: الهدف الرابع عشر - كونان إيدوجاوا
  - المحقق كونان: ساحر القرن الأخير - كونان إيدوجاوا
  - المحقق كونان: أسير في عينيها - كونان إيدوجاوا
  - المحقق كونان: عد تنازلي إلى الجنة - كونان إيدوجاوا
  - المحقق كونان: خيال شارع بيكر - كونان إيدوجاوا
  - المحقق كونان: تقاطع طرق في العاصمة القديمة - كونان إيدوجاوا
  - المحقق كونان: ساحر السماء الفضية - كونان إيدوجاوا
  - المحقق كونان: إستراتيجية ما فوق الأعماق - كونان إيدوجاوا
  - المحقق كونان: لحن وداع المتحرين - كونان إيدوجاوا
  - المحقق كونان: علم القراصنة في عرض المحيط - كونان إيدوجاوا
  - المحقق كونان: لحن كامل من الرعب - كونان إيدوجاوا
  - المحقق كونان: المطارد الأسود - كونان إيدوجاوا
  - المحقق كونان: السفينة الضائعة في السماء - كونان إيدوجاوا
  - المحقق كونان: 15 دقيقة من الصمت - كونان إيدوجاوا
  - المحقق كونان: المهاجم الحادي عشر - كونان إيدوجاوا
  - المحقق كونان: عين خفية في البحر البعيد - كونان إيدوجاوا
  - المحقق كونان: قناص من بعد آخر - كونان إيدوجاوا
  - المحقق كونان: تباعات الشمس الجهنمية - كونان إيدوجاوا
  - المحقق كونان: الكابوس الأشد سوادا - كونان إيدوجاوا
  - المحقق كونان: رسالة الحب القرمزية - كونان إيدوجاوا
  - المحقق كونان: جلاد زيرو - كونان إيدوجاوا
  - المحقق كونان: القبضة اللازوردية - كونان إيدوجاوا
  - المحقق كونان: الرصاصة القرمزية - كونان إيدوجاوا
- لوبين الثالث ضد المحقق كونان: الفيلم - كونان إيدوجاوا
- كيكي لخدمة التوصيل - كيكي
- سلايرز: الفيلم - راودي غابرييف (أيام الطفولة)
- فيلم البدلة المتنقلة جاندام 00: أ ويكينينغ أوف ذا تريلبليزر - كاتي مانيكين
- أكاديمية الساحرات الصغيرات - معلمة ركوب المكانس
- النفي من الفردوس - فيرونيكا كريكوا
- فيلم نينتاما رانتارو - إيناديرا رانتارو
- فيلم نينتاما رانتارو: فلينطلق جميع من في أكاديمية النينجوتسو! - إيناديرا رانتارو
- غيغيغي نو كيتارو: إنفجار اليابان!! - كيتارو

## أدوارها في ألعاب الفيديو
- سوبر سماش برذرز براول - بيت، ناكل جو
- سوبر سماش برذرز فور نينتندو 3دي إس و وي يو - بيت، ناكل جو
- سوبر سماش برذرز ألتميت - بيت، ناكل جو، بيت الأسود
- تيلز أوف سيمفونيا - ميثوس
- المحقق كونان: تحقيقات ميرابولس - كونان إيدوجاوا
- جانجريف أوفردوز - سبايك هيوبي
- دانغانرونبا 2: غودباي ديسبير - هاجيمي هيناتا
- سلسلة ألعاب دوت هاك - ميا
- ميجا مان X7 - أكسل
- ميجا مان X8 - أكسل
- كيد إيكاروس: أبرايسنغ - بيت، بيت الأسود
- بروجكت X زون - باي تشان
- ديجيمون وورلد - البطل

## أدوارها في الدبلجة اليابانية
- المنزل المتوحش - DJ
- فتى الكاراتيه - هاري

## وصلات خارجية
- مينامي تاكاياما على موقع IMDb (الإنجليزية)
- مينامي تاكاياما على موقع ميوزك برينز (الإنجليزية)
- مينامي تاكاياما على موقع ديسكوغز (الإنجليزية)
- مينامي تاكاياما على موقع قاعدة بيانات الفيلم (الإنجليزية)
- مينامي تاكاياما على موقع ANN person (الإنجليزية)